# Isomaltosio
L'isomaltosio è un disaccaride simile al maltosio, ma mentre quest'ultimo è composto da due unità di glucosio legate con legame α(1→4), l'isomaltosio ha due molecole di glucosio legate con legame α(1→6).